# Омми (село)
О́мми (нанайск. птичье гнездо или яйцо) — село в Амурском районе Хабаровского края. Административный центр и единственный населённый пункт сельского поселения «Село Омми́».
Село Омми приравнено к районам Крайнего Севера.

## География
Село Омми стоит примерно в 2 км от левого берега реки Амур, недалеко от протоки Омми, соединяющей озеро Омми с Амуром, точнее, с его левобережной протокой Индюга.
Расстояние до районного центра города Амурск по автодороге около 20 км (на север).

## История
В связи со строительством целлюлозно-картонного комбината на месте стойбища Падали началось строительство Амурска. Необходимо было переселить население на новое место жительства. И по решению правительства стойбище было перенесено на берег озера Омми. В течение года бригады строителей сдали под ключ жилые дома, школу, магазин, клуб, пекарню, конюшню, здание сельсовета.
В апреле 1959 года началось спешное переселение нанайцев из Падалей Восточных в село Новые Омми. Переселили 65 семей.
Омминский сельский совет был создан 19 ноября 1959 года. На территории сельского совета находился «Колхоз „Север“». Колхозники занимались рыболовством, выращивали различные овощи, содержали крупнорогатый скот, свиней, лошадей.
С середины 1970-х до 1990-х гг. в селе действовало подсобное хозяйство Амурского машиностроительного завода, в котором была занята значительная часть населения. Подсобное хозяйство было ориентировано на выращивание крупного рогатого скота и свиней для рабочих завода. В 1980-е гг. построены и сданы в эксплуатацию два многоквартирных благоустроенных дома.
В связи с сокращением оборонного заказа АМЗ, подсобное хозяйство было ликвидировано. В настоящее время большая часть трудоспособного населения осталась без работы, выживают только за счёт личного подсобного хозяйства, рыбного промысла и сбора дикоросов.

### Административные преобразования
В начале 1930-х годов в состав Нижнетамбовского района Дальневосточного края входил Хунгарийский сельсовет. 22 ноября 1932 года район был переименован в Комсомольский.
21 июня 1934 года Хунгарийский с/с был передан в Нанайский район, но уже 10 марта 1935 года возвращён в Комсомольский район. 27 мая того же года Хунгарийский с/с был подчинён Комсомольскому горсовету.
18 января 1949 года на части территории Хунгарийского с/с был образован Хунгарийский поселковый совет. 28 августа 1958 года на части территории Хунгарийского с/с был образован Амурский поселковый совет
19 ноября 1959 года Хунгарийский с/с был переименован в Омминский с/с.
14 января 1965 года Омминский с/с вошёл в Амурский район.
В 1992 году Омминский сельсовет был преобразован в администрацию села Омми, а в 2004 году в сельское поселение «Село Омми».

## Население
На 01.01.2008 года численность населения составляет 450 человек.
| 1992 | 2002 | 2010 | 2011 | 2012 | 2013 | 2014 |
| ---- | ---- | ---- | ---- | ---- | ---- | ---- |
| 400  | ↗472 | ↘413 | ↘410 | ↗412 | ↗417 | ↗424 |
| 2015 | 2016 | 2017 | 2018 | 2019 | 2020 | 2021 |
| ↘396 | ↘380 | ↘371 | ↗379 | ↘363 | ↘357 | ↗373 |

## Село сегодня
На территории поселения располагается администрация села, основная общеобразовательная школа, библиотека, фельдшерско-акушерский пункт, ветеринарный пункт, оздоровительный лагерь, три коммерческих магазина, МУП «ЖРЭУ „Село Омми“», общины «Гиван» и «КЭСИ», центр национальной культуры «Эргэн».

## Достопримечательности
Музей села, где хранятся атрибуты шаманизма, нанайской утвари и экспонаты эпохи неолита.

## Галерея
- Утёс в месте впадения протоки Омми в протоку Индюга.
- Протока Индюга.
- Амур у села Омми.